# Web social
Web social é o conjunto de relações sociais que ligam as pessoas através da World Wide Web. A web social engloba como os sites e softwares são projetados e desenvolvidos para apoiar e promover a interação social. Essas interações sociais online formam a base de boa parte da atividade online, incluindo compras on-line e educação, jogos e sites de redes sociais. O aspecto social da Web 2.0 tem sido o de facilitar a interação entre pessoas com gostos semelhantes.  Estes gostos variam, dependendo de quem é o público-alvo e o que ele está procurando. Para os indivíduos que trabalham no departamento de relações públicas, o trabalho muda constantemente e o impacto vem da web social. A influência, realizada pela rede social é grande e está sempre mudando.
Como as atividades e a comunicação das pessoas na web aumentaram, informações sobre suas relações sociais tornaram-se mais disponível. Sites de redes sociais como MySpace e Facebook permitem que pessoas e organizações entrem em contato umas com as outras . Hoje, centenas de milhões de usuários da Internet estão usando milhares de sites de redes sociais para ficar conectado com seus amigos, descobrir novos amigos e compartilhar conteúdo criado por eles, como fotos, vídeos, bookmarks e blogs, mesmo através de plataformas móveis. A Web social está rapidamente reinventando, indo além das simples aplicações web que conectam os indivíduos pra se tornar uma forma totalmente nova de vida.

## História
A interação social foi facilitada pela web e com o surgimento das chamadas redes sociais na Internet as pessoas puderam interagir mais intensamente.
O conceito de redes sociais, não é novo, uma das primeiras ferramentas consideradas redes sociais foram os “E-mail lists and bulletin board systems (BBS)”, que surgiram na década de 1970, a fim de realizar a interação online dos usuários. Nelas as pessoas criavam um “pseudônimo” para manter uma relação com as outras pessoas. No ano de 1979 surgiram as ferramentas Usenet e Internet Relay Chat (IRC), que seguiam o conceito de mensagens, no qual as pessoas se agrupavam por interesses em comum. Mas para que estas ferramentas funcionassem era necessária a conexão com a rede e um software em comum para todos os usuários. A Usenet formava um grupo de discussão com a troca de mensagens. Esses grupos eram organizados hierarquicamente, por tópicos e subtópicos; já a IRC conhecida como o local de bate-papos da Internet, possibilitava manter uma conversa sobre um determinado assunto com uma pessoa ou um grupo de pessoas espalhados no mundo.
No ano de 1996, foram criados os primeiros programas de mensagens instantâneas (aplicativos como AOL Instant Messenger e ICQ). Estas ferramentas possuíam um ambiente de chat onde havia trocas de mensagens em tempo real. Ambas as ferramentas mantinham listas de pessoas com as quais o usuário se comunicava ou mantinha alguma relação, seja de amizade ou de interesses em comum. Esta ferramenta já possuía algumas opções novas, como a de adicionar ou restringir algum usuário e realizar um “multi-chat” no qual havia a conversa de três ou mais usuários em um mesmo bate-papo.
Em 1997 a primeira rede social  que permitiu a criação de um perfil virtual, bem como a publicação e listagem de contatos, foi a Sixdegress. Esse novo modelo de rede social passou a permitir a visualização de perfis de terceiros. Após esse modelo de rede social, várias outras semelhantes foram criadas.
Durante esse período entre 1997 e 2002 várias redes sociais foram criadas, uma das redes sociais dessa época que mais se aproxima do formato atual é a rede chamada Friendster.  Essa rede social  conquistou muitos internautas, pesquisas feitas na época revelaram que um em cada 126 usuários utilizavam essa rede social. Com o conceito de circulo de amizades a Friendster encorajava laços de relacionamento entre pessoas com interesses em comum. Seguindo o mesmo perfil da Sixdegrees ela  também permitia a criação e divulgação de perfis e listas de contatos. O Friendster registrou mais de três milhões de usuários cadastrados.
No ano de 2003, surgiu o Myspace, uma rede social com novas funcionalidades, entre elas a customização dos perfis, que oferecia fotos, vídeos, lista de amigos, entre outras funções. O Myspace tinha por objetivo realizar o compartilhamento de música, cultura e divulgação de bandas, pois havia o espaço para os usuários cadastrados realizarem downloads de músicas e vídeos de perfis (bandas) de que gostassem.  O sucesso e a procura por esta rede foi tão grande, que em 2007 o Myspace ultrapassou o Google como o site mais visitado em todo o mundo.
No mesmo ano de 2003, o Linkedin aparecia com uma proposta totalmente diferente das redes sociais daquela época. Ao contrário das demais essa rede social não tinha como foco a integração de grupos de amizades com interesses em comum. O assunto era profissional; conhecida como uma recurso para os empresários que queiram se comunicar com os outros profissionais o Linkedin trata a ligação entre os usuários com o termo conexões e não contatos como nas demais redes.
O grande “Boom” das redes sociais aconteceu em 2004 com a chegada da web 2.0, ela que por sua vez indicava a chegada da segunda geração de comunidades, uma espécie de evolução da web criada nos anos 90. Essa evolução não estava ligada a atualizações técnicas, mas, a uma nova forma de utiliza-la e encara-la, tanto pelos seus usuários como também pelos próprios desenvolvedores.
Nesse mesmo ano foi lançado o Orkut, uma rede social que mais tarde foi comprada pelo Google. Através do Orkut pode-se criar um perfil, adicionar referências pessoais, inserir fotografias, adicionar amigos, participar em comunidades, enviar recados para os amigos, escrever depoimentos, obter informações através dos dispositivos de busca, fóruns e comunidades, entre muitas outras possibilidades. Pode-se dizer que o Orkut foi a rede social com mais sucesso no Brasil até o momento da chegada do Facebook.
No mesmo ano, em fevereiro, Mark Zuckerberg criou o Facebook, uma rede social feita primeiramente para alunos da Faculdade de Harvard, nos Estados Unidos, se comunicar entre si e que foi se expandindo muito rapidamente por outros países. Nela não há um layout sofisticado, mas sim de fácil visualização com páginas consideradas “limpas” (porque não faz a publicação de várias propagandas). O Facebook tem o objetivo de qualquer outra rede social, ou seja, manter as pessoas “conectadas”. O Facebook é uma rede social que reúne pessoas a seus amigos e àqueles com quem trabalham, estudam e convivem. As pessoas participam do Facebook para manter contato com seus amigos, carregar um número ilimitado de fotos, compartilharem links e vídeos e aprender mais sobre as pessoas que conhecem. Outro ponto importante do Facebook é a parte de privacidade, pois todas as informações que se encontram nos perfis dos usuários podem ser gerenciadas através de regras que possibilitam defini-los com permissão de visualizar estas informações.
Em outubro de 2006, foi lançada outra rede social, o Twitter. Com proposta diferenciada, seu objetivo são trocas de mensagens rápidas entre os usuários, ferramenta esta que logo se tornou sucesso no mundo inteiro. O Twitter é um micro-blogging, ou seja, um blog limitado, que permite a publicação de apenas 140 caracteres. É uma proposta de trocar informações e noticiar o que acontece em poucas palavras.
Em 2011, após algumas tentativas frustradas de lançar uma rede social que realmente fizesse sucesso, o Google lançou o novo projeto chamado de Google+. A gigante das buscas lançaria seu novo projeto dando destaque nos círculos e a Social Search. A ideia inicial da rede Google+ seria permitir uma interação dos usuários de maneira seletiva, dividindo em círculos cada grupo de amizade. Utilizando ferramentas como o Hangout onde é possível fazer uma conferência em tempo real com vários usuários.

## Evolução da web social
A Web social está rapidamente se tornando um modo de vida:. Muitas pessoas visitam sites de redes sociais pelo menos uma vez por dia, e em 2008 a quantidade média de tempo por visita ao MySpace girava em torno de vinte e seis minutos.  Além disso, o crescimento incrivelmente rápido da Web social desde os anos 90 não deve desacelerar tão cedo: com menos de 20% da população do mundo usando a Internet, a Web social é sentida por alguns desde a infância.
A linha entre redes sociais e meios de comunicação social está se tornando cada vez mais difusa como sites como Facebook e Twitter incorporando foto, vídeo e outras funcionalidades típicas de sites de mídia social em perfis públicos de usuários, assim como sites de mídia social têm integrado características de sites de redes sociais em seus próprios frameworks on-line. Uma mudança notável provocada pela fusão de rede/mídia social é a transformação de aplicações sociais web em software egocêntrico que coloca as pessoas no centro das aplicações. Apesar de ter havido alguma discussão sobre o sentido de comunidade na web antes destas inovações, a web social faz com que um conjunto mais amplo de interações sociais estejam disponíveis para o usuário, tais como " amizades "e" seguir "os indivíduos. A sociais na web são tipicamente construídos usando programação orientada a objeto, utilizando combinações de várias linguagens de programação, como o Ruby, PHP, Python e Java.

## Compartilhamento na rede
A prática de se compartilhar conteúdo na Web por meio das trocas de arquivos P2P (peer to peer) despontou como uma primeira forma de romper com certas limitações de acesso a conteúdos impostas pelo mercado, tornando-se um marco no processo de evolução da Internet.
A Web 2.0 se caracteriza, entre outros aspectos, pela disponibilidade crescente de ferramentas para gravar, manipular e publicar conteúdo. A ênfase recai sobre a participação, e não mais sobre a emissão isolada, uma vez que a Internet se torna um espaço cada vez mais aberto a modos de produção colaborativa e os sites deixam de serem unidades isoladas. A Web 2.0 traz uma nova arquitetura que possibilita aos usuários não apenas terem acesso a músicas, filmes, vídeos, imagens e textos, mas essencialmente produzi-los, redistribuí-los, avaliá-los, categorizá-los, de modo mais rápido e fácil.
Steven Johnson ressalta que a comunicação mediada por computador permite que as pessoas se conectem de diferentes formas, fazendo com que pequenos palpites entrem em contato com outros pequenos palpites para dar forma a ideias inovadoras. Para ele, o grande propulsor da inovação científica e tecnológica “sempre foi o aumento histórico na conectividade e na nossa capacidade de buscar outras pessoas com quem possamos trocar ideias e pegar emprestado palpites alheios, combiná-los com os nossos próprios palpites e transformá-los em algo novo”. Esse intercâmbio de ideias e palpites representa, portanto, mais do que uma simples disponibilização formal e institucionalizada de informações, a exemplo dos portais de grandes empresas midiáticas ou de sites corporativos.
Nesse sentido, uma das bases da cultura do compartilhamento está na própria ideia de “inteligência coletiva” proposta por Pierre Lévy, um conceito que pressupõe a distribuição não hierarquizada de saberes e conhecimentos por meio da mobilização das mais variadas competências em comunidades virtuais.
O correio eletrônico já criava as condições para a efetivação da cultura do compartilhamento, na medida em que modificou consideravelmente a relação tempo-espaço entre o envio e o recebimento de uma mensagem, bem como a sua própria constituição, pois a princípio qualquer tipo de conteúdo (imagem, som, audiovisual) pode ser anexado ao texto da mensagem. Outro recurso que inaugura essa tendência são as salas de bate-papo coletivo e as comunidades virtuais, ambientes de associações fluidas e flexíveis de pessoas.

## Crowdsourcing
Crowdsourcing se tornou uma das maneiras em que a Web social pode ser utilizada para esforços de colaboração, especialmente nos últimos anos, com o alvorecer da web semântica e da web 2.0. Aplicações web modernas têm as capacidades para técnicas de crowdsourcing e, conseqüentemente, o termo agora é usado exclusivamente para atividades baseadas na web. Exemplos incluem sites como SurveyMonkey.com e SurveyU.com.

## Impacto social
Um exemplo de como a Internet pode ser um instrumento de organização para defesa de interesses comuns é a recente onda de revoluções em países árabes, conhecida como Primavera Árabe. A Internet e as redes sociais permitiram que as populações da Tunísia e do Egito se engajassem em uma extensa discussão acerca dos levantes. O sucesso dos movimentos reverberou em outros países, propagando a discussão. Esforços dos governos locais para reprimir as mídias sociais acabaram por incentivar o ativismo público, especialmente no Egito. As pessoas que se viram isoladas pelos esforços para reprimir a Internet podem ter resolvido sair às ruas, quando não mais conseguiam acompanhar o movimento através da rede. Os oponentes das ditaduras, antes fragmentados, utilizaram as redes sociais para identificar objetivos comuns, demonstrar solidariedade e organizar protestos.
Uma pesquisa do Pew aponta para a relação entre o uso das redes e o engajamento político. Levando em conta, claro, que idade, gênero e educação são os fatores mais determinantes para se avaliar o engajamento político, o Pew concluiu que internautas – e especialmente membros do Facebook – têm mais probabilidade de se envolver na política do que pessoas com os mesmos fatores demográficos mas não usuárias da internet. Internautas têm quase duas vezes e meia mais chances de participar de manifestações políticas, 78% mais chances de terem tentado influenciar o voto de alguém, e 53% mais chances de ter votado ou tido a intenção de votar – nos EUA o voto não é obrigatório – do que as pessoas que não acessam a internet. De novo, este número cresce ainda mais quando se trata de usuários do Facebook.

## Impacto nos indivíduos
A forte interação entre pessoas na rede, através das mídias sociais e da produção e distribuição de conteúdo também tem grande impacto sobre a vida do usuário. Há vários aspectos em que ele é afetado negativamente. Surgem problemas de privacidade quando muitas informações do usuário estão disponíveis na rede, e as mesmas podem ser utilizadas por empresas, governos e outros indivíduos das mais diversas maneiras possíveis, frequentemente sem o conhecimento do usuário.
O uso da rede e a permanente conexão no mundo virtual através das redes sociais podem trazer efeitos psicológicos ainda desconhecidos aos seus utilizadores. Estes ainda sofrem novos riscos com a vida online. Além da invasão de privacidade está também sujeito ao cyberbullying e ao trolling.
A parte esses riscos e perigos, a Internet e o poder que as pessoas obtiveram com a rede trouxe enormes benefícios para a vida de todos os internautas. Eles têm mais acesso à informação, mais poder para divulgar suas ideias, maior conexão entre si, mais interação social e mais oportunidades de negócios e inovação.